# Diplostyla
Diplostyla Emerton, 1882 è un genere di ragni appartenente alla famiglia Linyphiidae.

## Distribuzione
L'unica specie oggi nota di questo genere è stata rinvenuta in molteplici località della regione olartica.

## Tassonomia
Ritenuto il primo nome a disposizione per sostituire la denominazione Stylophora Menge, 1866, in quanto già occupata precedentemente, come affermato nello studio di Merrett (1963b); l'aracnologo Ivie, in un lavoro del 1969, lo considerò un sottogenere di Bathyphantes Menge, 1866 che dagli altri autori è ritenuto un genere a sé.
A giugno 2012, si compone di una specie:
- Diplostyla concolor (Wider, 1834)[3] — Regione olartica

### Specie trasferite
Il cospicuo elenco di specie, in proporzione, prima attribuite a questo genere e poi trasferite altrove, ne rende chiara l'effettiva difficoltà di classificazione:
- Diplostyla approximata (O. P.-Cambridge, 1871); trasferita al genere Bathyphantes Menge, 1866.
- Diplostyla blattifera (Urquhart, 1886); trasferita al genere Laperousea Dalmas, 1917.
- Diplostyla colletti (Strand, 1899); trasferita al genere Kaestneria Wiehle, 1956.
- Diplostyla dorsalis (Wider, 1834); trasferita al genere Kaestneria Wiehle, 1956.
- Diplostyla flavipes (Blackwall, 1854); trasferita al genere Tenuiphantes Saaristo & Tanasevitch, 1996.
- Diplostyla nigrina (Westring, 1851); trasferita al genere Bathyphantes Menge, 1866.
- Diplostyla pullata (O. P.-Cambridge, 1863); trasferita al genere Kaestneria Wiehle, 1956.